# Amanda Blank
Pour les articles homonymes, voir Blank.
Amanda Blank, de son vrai nom Amanda Mallory, née le 21 mars 1983 à Philadelphie, en Pennsylvanie, est une rappeuse et chanteuse américaine, membre du groupe Sweatheart,.

## Biographie
Amanda Mallory est née le 21 mars 1983 à Germantown, un quartier situé au nord-ouest de Philadelphie, en Pennsylvanie. Amanda est sa sœur aînée sont élevées par des parents artistes.
Amanda Blank se fait connaître grâce à plusieurs collaborations avec d'autres artistes, en particulier Spank Rock, avec qui elle enregistre, en 2006, le titre Bump sur l'album de ce dernier, YoYoYoYoYo. Elle participe aussi à Bmore Gutter Music, produit par Aaron LaCrate et Low Budget de Hollertronix. Sa chanson est diffusée dans Life Support et dans l'épisode Buzzkill de CSI: NY. En 2007, elle apparaît sur le remix de Gimme More de Britney Spears, réalisé par Eli Escobar et Doug Grayson. En 2008, elle se distingue également grâce à un remix de la chanson I'm a Lady de son amie Santigold, en collaboration avec Diplo. Ce morceau sera d'ailleurs repris et rebaptisé A Love Song sur son propre album. En 2009, elle collabore avec Yuksek sur le titre Extraball extrait de l'album Away from the Sea, et avec le groupe N.A.S.A., sur le titre A Volta, extrait de l'album The Spirit of Apollo. Sa chanson Make It Take It est utilisée dans une publicité pour McDonald's en 2010.
Blank signe au label Downtown Records en 2007. Elle enregistre son premier album solo aux côtés des producteurs XXXChange de Spank Rock, Diplo, et Dave Sitek. L'album, I Love You, est publié le 4 août 2009, et contient son premier single Might Like You Better.
Amanda Blank ouvre en tournée pour la chanteuse electroclash Peaches, les Yeah Yeah Yeahs et pour Santigold. Depuis 2013, elle travaille en collaboration avec Spank Rock,.

## Discographie

### Album studio
- 2009 : I Love You

### Singles
- 2009 : Might Like You Better
- 2009 : Shame On Me

### Collaborations
- A Volta feat. Sizzla et Lovefoxxx (de N.A.S.A.)
- Bump (de Spank Rock)
- Extraball (de Yuksek)
- Lindsay Lohan's Revenge (de Pase Rock)
- Loose (de Benny Blanco & Spank Rock)
- Sexy Motherfucker (de Pase Rock)
- What U Like feat. Einstein (de Major Lazer)
- We Are Rockstars (Feat. Spank Rock & Does It Offend You, Yeah?) (de Steve Aoki)
- Quicksand ft La Roux, Major Lazer Remix
- Love Thing part 3 (Only You) ft Eli Escobar